# زنامينكا (مقاطعة أوريول)
زنامينكا (بالروسية: Знаменка) هي مدينة في مقاطعة أوريول أوبلاست في روسيا. يبلغ عدد سكانها حوالي 12041 نسمة.